# Шведський дивізіон 1 з хокею 1945—1946
Дивізіон 1: 1945—1946 — 2-й сезон у «Дивізіон 1», що був на той час найвищою за рівнем клубною лігою у шведському хокеї з шайбою.
У чемпіонаті взяли участь 12 клубів, розділених на дві групи. Турнір проходив у два кола.
Переможцем змагань став клуб «Гаммарбю» (Стокгольм).

## Регулярний сезон

### Північна група
|   | Команда                     | І  | В | Н | П | Ш     | О  |
| - | --------------------------- | -- | - | - | - | ----- | -- |
| 1 | Седертельє СК               | 10 | 8 | 0 | 2 | 70–23 | 16 |
| 2 | АІК Стокгольм               | 10 | 8 | 0 | 2 | 52–30 | 16 |
| 3 | «Карлбергс» БК (Стокгольм)  | 10 | 7 | 0 | 3 | 42–36 | 14 |
| 4 | Мура ІК                     | 10 | 2 | 2 | 6 | 30–52 | 6  |
| 5 | «Атлас Дізельс» ІФ (Нака)   | 10 | 2 | 1 | 7 | 32–71 | 5  |
| 6 | «Трансбергс» ІФ (Стокгольм) | 10 | 1 | 1 | 8 | 29–48 | 3  |

### Південна група
|   | Команда                   | І  | В | Н | П | Ш      | О  |
| - | ------------------------- | -- | - | - | - | ------ | -- |
| 1 | «Гаммарбю» ІФ (Стокгольм) | 10 | 9 | 1 | 0 | 89–26  | 19 |
| 2 | ІК «Йота» (Стокгольм)     | 10 | 6 | 2 | 2 | 52–35  | 14 |
| 3 | Нака СК                   | 10 | 5 | 0 | 5 | 68–41  | 10 |
| 4 | ІФК Марієфред             | 10 | 3 | 2 | 5 | 51–60  | 8  |
| 5 | Вестерос СК               | 10 | 3 | 2 | 5 | 42–54  | 6  |
| 6 | Седертельє ІФ             | 10 | 0 | 1 | 9 | 27–113 | 1  |

## Фінал
- «Гаммарбю» ІФ (Стокгольм) – Седертельє СК 2–1, 1–5, 2–0